# Erik Sjøberg
Erik Sjøberg (Sjöberg) (31. oktober 1909 i Nexø — 8. november 1973) var en dansk operasanger (tenor).
Sjøberg var bornholmer og blev naturligt elev af Vilhelm Herold, der gav ham gratis undervisning. Han debuterede 1937 som baryton som Silvio i Bajadser. Efter yderligere sangstudier debuterede han som tenor i 1944 som Don José i Carmen. Blomsterarien derfra er med på indspilningen fra Hegermann-Lindencrone-selskabets cd Erik Sjøberg, den glemte tenor og viser hans enorme potentiale. Han blev af operasangeren Birgit Nilsson karakteriseret som en af de tre tenorer, der kunne synge direkte til hjertet. De to andre var Beniamino Gigli og Giuseppe di Stefano. 
Birgit Nilsson sang på den tyske dirigent Fritz Buschs foranledning Aida med Erik Sjøberg som Radames. Birgit Nilsson omtaler begejstret Erik Sjøberg i sine erindringer la Nilsson.
Busch omtaler Sjøberg som tidens bedste Lohengrin. Sjøberg blev kongelig kammersanger 1950 og var Ridder af Dannebrog. 
Erik Sjøberg forstod aldrig at få de store roller i tide og forlod operascenen ramt af sygdom. Han blev kirkesanger i Sankt Ibs Kirke hjemme på Bornholm. 
Erik Sjøbergs 100-årsdag fejredes med festligheder i hans fødeby, Nexø.